# Литературен род
Основните литературни родове са три – епос, лирика и драма.
- Епосът може да бъде в стихотворна форма (стихотворен епос), но по-често е в художествена проза (прозаичен епос). Разказват се последователни събития. Описват се постъпките на много герои. Относително голям обем.

- Лириката включва лирическата миниатюра, одата, елегията, баладата, епиграмата, сонета, поемата. Изразяват се преживявания, размисли и настроения. Относително малък обем.

- Драмата се заражда още в древността и включва трагедията, комедията. Драмата възниква около 6 век преди Хр. в Атина по време на късната архаика.